# André Gegout
André Gegout (* 9. Februar 1904 in Gérardmer; † 10. Februar 1976 ebenda) war ein französischer Eisschnellläufer.
Gegout, der für den Club Athlétique Gérômois startete, wurde im Jahr 1924 Dritter bei den französischen Meisterschaft im Mehrkampf und lief bei den Olympischen Winterspielen 1924 in Chamonix auf den 20. Platz über 500 m, auf den 18. Rang über 5000 m, auf den 16. Platz über 1500 m und auf den 15. Platz über 10.000 m und errang damit den neunten Platz im Mehrkampf. Im Winter 1925/26 kam er bei der Mehrkampf-Europameisterschaft 1926 in Chamonix auf den neunten Platz und bei der französischen Meisterschaft auf den dritten Rang. Bei der französischen Meisterschaft 1929 und 1931 errang er jeweils den zweiten Platz.

## Persönliche Bestleistungen
| Disziplin | Zeit        | Datum           | Ort      |
| --------- | ----------- | --------------- | -------- |
| 500 m     | 51,4 s      | 21. Januar 1929 | Chamonix |
| 1500 m    | 2:51,4 min  | 22. Januar 1929 | Chamonix |
| 5000 m    | 9:52,0 min  |                 |          |
| 10.000 m  | 21:03,4 min | 25. Januar 1924 | Chamonix |